# Ace Attorney
Az Ace Attorney (逆転裁判; Hepburn: Gyakuten Saiban) egy japán kalandjáték-franchise, melyet Sú Takumi tervezett, és a Capcom fejleszt és ad ki. Az első játék kizárólag Japánban jelent meg 2001. október 12-én a Game Boy Advance konzolra, majd 2005. október 11-én amerikai lokalizációt kapott, és az USA-ban, majd később Európában is megjelent a Nintendo DS platformon. Ezt követően a széria számos folytatással, spin-offal, sőt még egy saját animével, mangával, filmmel és színházi darabokkal is bővült.
Az Ace Attorney játékok során ügyvédeknek segíthetsz megvédeni gyilkossággal vádolt ügyfeleiket, és megtalálni az igazságot egy hektikus, és korrupt jogrendszerben. A játék hangulata legtöbbször humoros, mivel nem veszi magát túl komolyan, amíg az nem fontos a történet előreviteléhez.
A játékok valahány része hivatalosan megjelent japán, angol, francia, német, egyszerűsített kínai, hagyományos kínai, és koreai nyelven, viszont magyar fordítás nem készült egyik játékról sem.

## Játékmenet
Az Ace Attorney egy kalandjáték-széria, így a játékosnak alapvetően két feladata van; a felfedezés, és a rejtvényfejtés. Ezeket a feladatokat a játékos két főbb játékmeneti részben tapasztalhatja meg.

### Nyomozói részek
Az Ace Attorney nyomozói részeiben a cél, hogy a játékos minél többet tudjon meg az ügyfélről, majd szemtanúkkal beszéljen, és bizonyítékot gyűjtsön, amelyek közelebb vezetik az igazsághoz, és a gyilkos kilétéhez. Ezt a feladatot viszont a rivális ügyészek, a detektívek, sőt olykor a tettes, vagy cinkosa is megnehezítik számára.

#### Magatama
A Magatama egy kulcsfontosságú eszköz a karakterek nyomozásához, amely először a Phoenix Wright: Ace Attorney – Justice for All című játékban jelent meg. A talizmán erős spirituális erővel van feltöltve, ennek segítségével a játékos láthatja, hallgat el valamit, vagy hazudik egy karakter.
A játék a hazugságokat lánccal összekötött ládákkal – “Psyche Lock”-okkal – jelzi. A ládák akkor törhetők le, ha a játékos olyan bizonyítékot mutat a karakternek, akivel beszél, ami szóra bírja azt. Ha a játékos sikerrel jár, a játék fontos információval díjaz, ami bírósági részek alatt rendkívül hasznos.

#### Forenzikustechnikák
A DS-re tervezett játékok új, addig még nem látott mechanikája a forenzikus tudományban alkalmazott technikák használata volt. Az első játékban a játékos luminolt használhat, hogy észrevehessen azelőtt szabad szemmel nem látható vérnyomokat. Emellett ugyanebben a részben ujjlenyomatokat fedhet fel egy erre szolgáló por segítségével, amit a DS mikrofonjába fújással porolhat le.
A negyedik játékban lábnyomok és röntgenfelvétel analizására is van lehetőség.

### Bírósági részek
A játék bírósági részeiben a főszereplő a nyomozás alatt összegyüjtött bizonyítékokat és információt használja fel a rivális ügyész, és a szemtanú állításainak cáfolatához. A tárgyalások legtöbbször több játékbeli napon át tartanak, viszont három nap eltelte után a bírónak ítéletet kell hozni.

#### Karkötő
A karkötő egy fontos, természetfeletti-erőkkel bíró tárgy a bírósági tárgyalások alatt. Először az Apollo Justice: Ace Attorney című játékban jelent meg. Segítségével a játékos észreveheti a tanú legkisebb mozdulatait is. A karkötő használata során a játékosnak az a dolga, hogy egy karakter testbeszéde alapján észrevegye, hogy a vallomása melyik részéről hallgat el valamit.

#### Hangulatmátrix
A hangulatmátrix (Mood Matrix) egy program, ami elemezni tudja a tanúk hangulatát. Első megjelenése a Phoenix Wright: Ace Attorney – Dual Destinies című játékban volt. A játékos feladata, hogy olyan részt keressen a tanúvallomásban, ahol a tanú hangulata, és a vallomás tartalma nem egyezik meg.

## Játékok

### Phoenix Wright: Ace Attorney

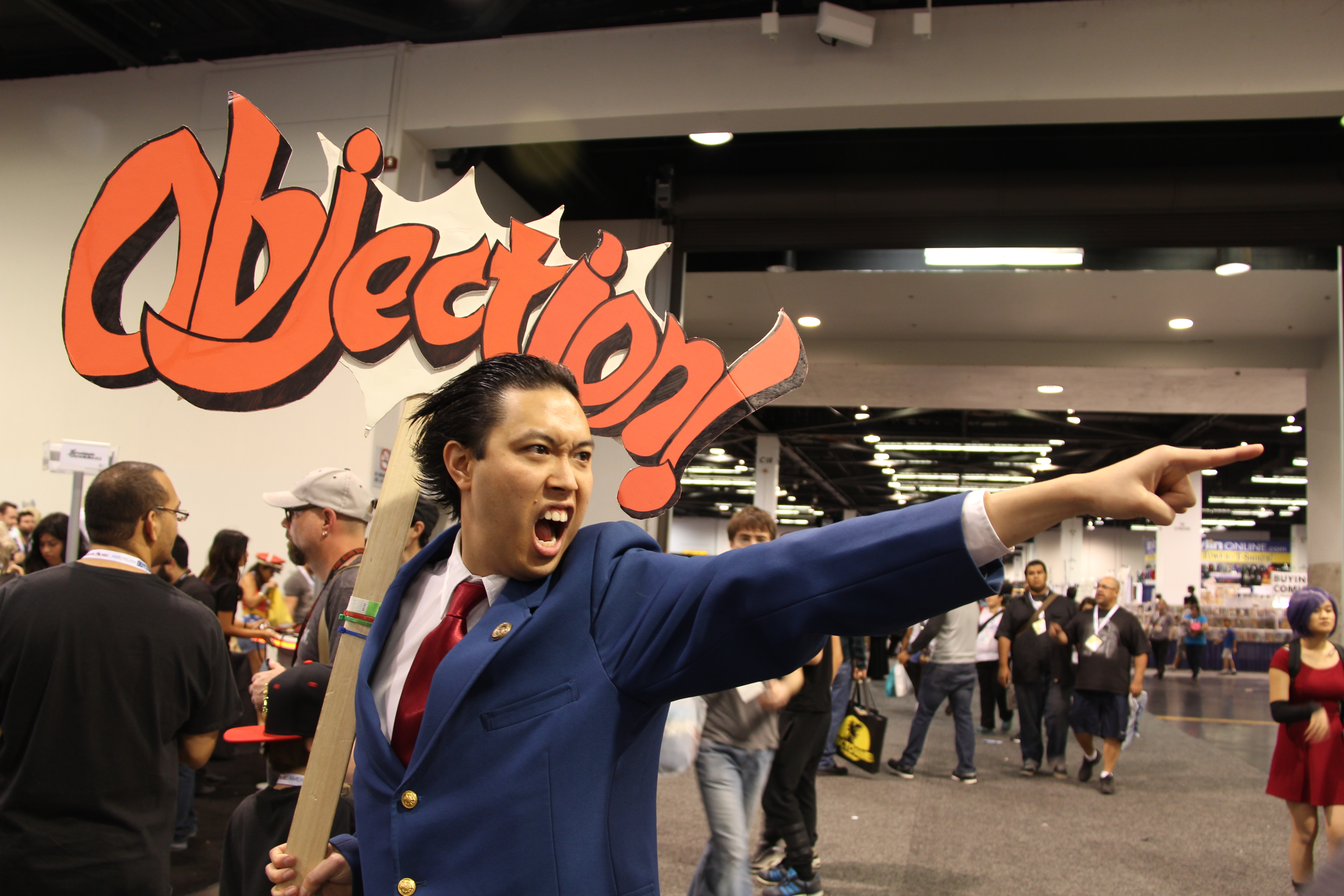
Egy cosplay a sorozat főszereplőjértől, Phoenix Wrightról.

A Phoenix Wright: Ace Attorney volt az Ace Attorney sorozat első játéka. A játék Japánban 2001. október 12-én jelent meg a Game Boy Advance konzolra, ezt 2005-ben egy amerikai, majd 2006-ban egy európai kiadás követte a Nintendo DS-en.
A játék a címszereplő újonc ügyvédet, Phoenix Wrightot követi soron, amint mentora, Mia Fey, és asszisztense, Maya Fey segítségével védi meg a hamisan megvádolt ügyfeleit, és derít fényt az igazságra az ügyekkel kapcsolatban. A riválisunk ebben a játékban Miles Edgeworth, a hidegvérű ügyész, aki karriere kezdete óta egyetlen ügyet sem veszített el.
Az eredeti, japán kiadásban négy epizód volt, ez ötre bővült miután a játék DS-re való megjelenése után.
A játék része a Phoenix Wright: Ace Attorney Trilogy csomagnak, amely 2019 áprilisában jelent meg Steam-en.

#### Fejlesztés
A játékot egy hétfős csapat tervezte Sú Takumi vezetésével. A fejlesztés mindössze tíz hónapot vett igénybe. Takumi ezelőtt a Dino Crisis második részén dolgozott, majd a projekt befejezése után a felettese hat hónapot adott neki, hogy egy kis csapattal egy saját játék fejlesztésébe kezdhessen.
A játék eredetileg a Game Boy Color-ra jelent volna meg, viszont miután a fejlesztői csapat látta, hogy mire képes az akkor még fejlesztés alatt lévő Game Boy Advance, platformot váltottak.
Takumi inspirációi közé tartoztak többek közt a Sherlock Holmes regények, a Perry Mason sorozat, a Columbo sorozat, valamint Edogava Ranpo Sinri Siken című könyve is. Eredetileg, mint inspirációi nagy részében, az Ace Attorney-ban is egy detektív lett volna a főszereplő, ekkor a játék neve még “Surviban: Attorney Detective Naruhodo-kun” lett volna, viszont Takumi idővel rájött, hogy a keresztkérdések feltétele nem tartozik egy detektív munkakörébe, ekkor döntött úgy, hogy a játék inkább egy ügyvédről szól majd.
A játék fejlesztési problémák miatt kis híján nem jelent meg, ugyanis a hétfős csapatból két ember felmondott, viszont a Resident Evil két fejlesztője részmunkaidőben átvette a szerepüket, ezzel megmentve a játékot.

### Phoenix Wright: Ace Attorney – Justice for All
A Phoenix Wright: Ace Attorney – Justice for All az Ace Attorney széria második része. A játék Japánban 2002. október 18-án jelent meg, majd 2007-ben angol nyelvterületekre is eljutott.
A játék, akárcsak az előző, Phoenix Wrightot követi, aki a játékban négy ügyet old meg az új riválisa, a kegyetlen Franziska von Karma ellen. Ebben a játékban jelenik meg először a Magatama, ami számos más ügyben lesz még főszereplőnk segítségére.
A játék része a Phoenix Wright: Ace Attorney Trilogy csomagnak, amely 2019 áprilisában jelent meg Steamen.

### Phoenix Wright: Ace Attorney – Trials and Tribulations
A Phoenix Wright: Ace Attorney – Trials and Tribulations az Ace Attorney játéksorozat harmadik része. A játék Japánban 2004. január 23-án jelent meg, majd 2008-ban a nyugaton is.
A játék szintén Phoenix Wrightról szól, viszont néhány epizódban ellátogatunk a múltba, ahol egykori mentorunkként, Mia Feyként oldhatunk meg ügyeket. A játék jelen időben játszódó epizódjaiban a rivális ügyészünk Godot, egy rejtélyes kávéimádó férfi robotikus álarcban.
A játék része a Phoenix Wright: Ace Attorney Trilogy csomagnak, amely 2019 áprilisában jelent meg Steam-en.

### Apollo Justice: Ace Attorney
Az Apollo Justice: Ace Attorney a negyedik játék az Ace Attorney sorozatban. A játék Japánban 2007. április 12-én jelent meg, majd 2008-ban a világszerte is.
Az előző játék óta hét év telt el, ez alatt az idő alatt pedig Phoenix Wright elvesztette az ügyvédi jelvényét, és ezzel együtt a munkáját is. Így itt nem ő, hanem a zöldfülű ügyvéd, Apollo Justice a játék főszereplője, aki az asszisztense Trucy Wright, és mentora Phoenix Wright segítségével old meg ügyeket, és deríti ki hogy mi történt hét évvel ezelőtt, és hogy miket rejteget egykori főnöke, Kristoph Gavin.
Az új ügyész ebben a játékban Klavier Gavin, a “német” rocksztár, és Kristoph Gavin öccse.
Ebben a játékban jelenik meg először Apollo karkötője, amely fontos visszatérő tárgy lesz a későbbi játékokban is.

### Phoenix Wright: Ace Attorney – Dual Destinies
A Phoenix Wright: Ace Attorney – Dual Destinies az ötödik játék az Ace Attorney sorozatban. Japánban 2013. július 25-én, majd ugyanazon év októberében világszerte is megjelent.
Ez volt az első nem spin-off játék a sorozatban, amely 3D-s környezetben játszódott, valamint az első Ace Attorney játék, amely rendelkezett DLC-vel. 

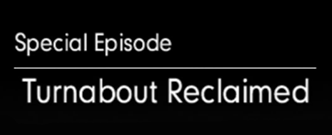
A Phoenix Wright: Ace Attorney – Dual Destinies DLC epizódjának címe.

A játék főszereplője ismét Phoenix Wright, miután visszaszerezte ügyvédi jelvényét. Visszatérő téma a játékban a “jogrendszer sötét korszaka”, mivel az előző játékban már eleve korrupt jogi rendszer az évek alatt egyre csak rosszabbodott, és mára már gyakori, hogy az ügyvédek és ügyészek illegális módszerekhez fordulnak, hogy egy-egy ügyet megnyerjenek. Phoenix Wright, Apollo Justice, és a csapat legújabb tagja, Athena Cykes feladata, hogy megtalálják az igazságot ezen körülmények között is, és hogy visszanyerjék az emberek bizalmát a jogban. Az ügyész ebben a játékban Simon Blackquill, egy halálbüntetésre ítélt bűnöző, aki madarával együtt harcol ellenünk a bíróságon.
Az alapjátéknak öt epizódja van, valamint van egy hatodik DLC epizód is.

### Phoenix Wright: Ace Attorney – Spirit of Justice
A Phoenix Wright: Ace Attorney – Spirit of Justice a hatodik Ace Attorney játék. Japánban 2016. június 9-én, más régiókban pedig ugyanazon év szeptember 8-án jelent meg. A játéknak csak digitálisan letölthető verziója jelent meg.
A játék két különböző helyszínen játszódik, két főszereplővel. Phoenix Wright a kitalált Khura’in királyságában ragadt, mivel egykori asszisztense, Maya Fey hamis vádak alapján került letartóztatás alá. A királyságban nincsen jogrendszer, ehelyett szeánszokkal döntik el a vádlott ártatlanságát, és Wright feladata, hogy ezt megváltoztassa.
Eközben otthon Los Angelesben (vagy a nem lokalizált verzióban Japánban) Apollo feladata, hogy megvédje az ügyvédi irodájukat, és Phoenix lányát, Trucyt is. A bíróságon pedig egy rég nem látott ismerőssel kell szembenéznie, Nahyuta Sahdmadhival, a khura’ini ügyésszel.
A játék, az előzőhöz hasonlóan, szintén rendelkezik több DLC-vel is.

## Spin-off játékok

### Ace Attorney Investigations: Miles Edgeworth
Az Ace Attorney Investigations: Miles Edgeworth volt az Ace Attorney franchise legelső spin-off játéka. Japánban 2009-ben, világszerte pedig 2010-ben került nyilvánosságra. Ez volt az első Ace Attorney játék, aminek a fejlesztését nem Sú Takumi vezette.
A játék a közkedvelt ügyész, Miles Edgeworth munkáját követi soron. Az előző játékokkal ellentétben ennek a játéknak csak nyomozói részei vannak, a bírósági részeket felcserélték a viták. A játék fő mechanikája az új “logika”, aminek lényege két információ összekötése, hogy az alapján következtethessünk, és egy új, harmadik információhoz juthassunk.
Japánban az év 30. legkelendőbb játéka volt, viszont a tengerentúlon rendkívül alacsony eladási számokat produkált.

### Gyakuten Kendzsi 2
A Gyakuten Kendzsi 2 az Ace Attorney Investigations: Miles Edgeworth játék közvetlen folytatása. A játék csak Japánban jelent meg 2011. február 3-án, nem lokalizálták, feltehetően az előző játék kereskedelmi kudarca miatt.
A játék Miles Edgeworth-ről szól, aki egy ügyészeket felügyelő belsős nyomozás célpontjává válik. A nyomozások célja, hogy az inkompetens, gyengén teljesítő ügyészeket lecserélhessék fiatalabbakra, és jobbakra. Edgeworth-öt Justine Courtney, a nyomozásokat kivitelező juristák egyike kívánja lecserélne Sebastian Debeste-re, egy 17 éves kezdőre. Eközben találkozik az elhunyt apja régi ismerősével, aki halála után átvette édesapja ügyvédi irodáját.
Hivatalos fordítás hiányában 2014-ben készült egy nem hivatalos rajongói fordítás.

### Professor Layton vs. Phoenix Wright – Ace Attorney
A Professor Layton vs. Phoenix Wright – Ace Attorney a harmadik Ace Attorney spin-off játék, amit a Capcom a Level-5 stúdió segítségével fejlesztett. A sorozat legelső nem 2D térben játszódó része volt. A játék egy crossover a Professor Layton kaland-puzzle videojáték sorozattal. Japánban 2012-ben, világszerte pedig 2014-ben jelent meg.
A játék rengeteg újdonságot tartalmaz, amelyek visszatérő elemekké váltak a későbbiekben, például animált szegmenseket, és szinkronizálást.
A játék az előzőekkel ellentétben nem kanonikus. A titokzatos Labyrinthia városában játszódik, ahol Professor Laytonnak és Phoenix Wrightnak közösen kell megvédeniük egy boszorkánysággal vádolt lányt, Espella Cantabellát egy boszorkányperben, az asszisztenseik, Luke Triton és Maya Fey segítségével.

### The Great Ace Attorney: Adventures
A The Great Ace Attorney: Adventures című egy Meidzsi-korban játszódó spin-off játék. Japánban 2015. július 9-én jelent meg, viszont fordítást egészen 2021. júliusáig nem kapott.
A játék Phoenix Wright Meidzsi-korban (19. század vége, 20. század eleje) élő őséről, Naruhodó Riúnoszukéről szól. A történet Japánban kezdődik, ahol ekkor még az ügyvédek fogalma alig volt pár éves. Célja, hogy az egyetemi barátjával, Kazuma Aszogival együtt Nagy-Britanniában tanulhassanak a jogról, és megreformálhassák, modernizálhassák a jogrendszert. Segítőjük Szuszato Mikotoba, egy jogi asszisztens.
Britanniába érkezésük során karakterünk számos új emberrel találkozhat, mint Herlock Sholmes, a széria Sherlock Holmes megfelelője, vagy Iris Wilson, Sholmes örökbefogadott 10 éves lánya, feltaláló, doktor, és író.
A játék része a The Great Ace Attorney Chronicles csomagnak.

### The Great Ace Attorney 2: Resolve
A The Great Ace Attorney 2: Resolve az előző The Great Ace Attorney játék folytatása. Japánban 2017. augusztus 3-án, világszerte pedig 2021-ben jelent meg.
4 hónappal az előző játék befejezése után Naruhodó egy Japán és Anglia közötti összeesküvésbe keveredik, amit neki kell lelepleznie. Ebben a játékban rivális ügyész Barok van Zieks, akit félelmetes és hideg természete miatt gyakran hívnak a kaszásnak.
A játék része a The Great Ace Attorney Chronicles csomagnak.

## Médiamegjelenések

### Anime
Az Ace Attorney (逆転裁判 ～その「真実」、異議あり！～; Hepburn: Gyakuten Saiban: Sono “Shinjitsu”, Igi Ari!) egy 47 epizódos jogi dráma, amit az A-1 pictures stúdió készített. Az anime az első három játék adaptációja.
Az animált sorozatot először a Tokyo Game Show videójátékokkal foglalkozó találkozón jelentette be a Capcom 2015-ben.
Az első évad 2016-ban jelent meg, és a japán NNS csatornán sugározták. Nyugaton a Crunchyroll közvetítette. Ez az évad az első két játékot dolgozta fel. A második évad nem sokkal később, 2018-ban érkezett, amely a harmadik játékot, és egy ezelőtt sosem látott ügyet dolgozott fel.
Az anime vegyes fogadtatásban részesült, legtöbben az animáció minőségét kritizálták.

### Színházi adaptációk
A játékból készült három hivatalos színházi adaptációja is. A 2013-as Makotó Ozeki által rendezett “Turnabout Trial – Turnabout Spotlight (逆転裁判～逆転のスポットライト), amely egy eredeti, teljesen új ügyet dolgoz fel egy színházban történt gyilkosságról; a 2015-ös “Turnabout Trial – Farewell, My Turnabout” (逆転裁判～さらば、逆転), ami a második játék utolsó ügyét adaptálja; és a 2016-os “Turnabout Prosecutor – Turnabout Teleportation” (逆転検事～逆転のテレポーテーション～), amit Makotó Kimura rendezett, és ami szintén egy eddig a játékban nem látott történetet dolgoz fel, viszont immáron a Gyakuten Kendzsi (nyugaton Ace Attorney Investigations) spin-off játékokat alapul véve.
Ezek a színdarabok kizárólag Japánban jelentek meg, és fordításuk nem készült.

### Filmadaptáció
Az Ace Attorney egy 2012-es japán jogi dráma film, amelyet Takasi Míke rendezett. A film az első játék szinte egy az egybeni adaptációja, nagyobb változtatások nélkül. Hivatalos angol nyelvű szinkron nem készült. Először a Rotterdam Nemzetközi Filmfesztiválon mutatták be.
A film összbevétele több mint 6 millió dollár volt a vetítési hónapokban.

### Dráma CD
Négy japán nyelvű dráma CD jelent meg eddig, egy a Gyakuten Kendzsi 2 játék alapján 2011-ben, egy az ötödik játékról 2013-ban, egy az első három játékot alapul véve 2014-ben, és egy, ami a hatodik játék néhány limitált, japán verziójával együtt csomagolva jött 2016-ban. Minden CD azon játék szereplőiről szólt, amiről alapozták, és kisebb, nagyrészt nem-kanonikus történeteket dolgoztak fel.

### Manga
Az évek alatt több manga is született a játékok alapján. Ezek általában csak antológiák, vagy rövid, szórakoztató történetek a karakterek mindennapjairól. Készült egy az Gyakuten Kendzsi játékokról, az eredeti trilógiáról, valamint több tucat rajongók által készített, hivatalosan kiadott dódzsinsi is.

### Zene
A játék az OST-jén kívül számos más hivatalos zenei albummal rendelkezik. Az első három játék zenéjéből jelent meg két dzsessz és egy orkesztrális verzió, a Gyakuten Kendzsi 2-ből szintén egy nagyzenekari, valamint a negyedik játék zenéjéből két zene dalszöveges verziót kapott. Ezek mellett 2019-ben megjelent még egy szimfonikus zenekari lemez, amelyben a széria 15 zenéjét játssza el a Tokiói Filharmonikus Zenekar.
Készült egy rajongói musical is, ami 2017-ben jelent meg a Random Encounters Youtube csatornáján.

## Főszereplők

### Phoenix Wright
Phoenix Wright (成歩堂 龍; Hepburn: Ryūichi Naruhodō) a szériában legelső játszható ügyvéd, az első játékoktól kezdve a főszereplő.
Karrierjét 2016-ban kezdte mentora, Mia Fey segítségével. Három év alatt számos esetet megoldott, és rengeteg hamisan megvádolt személyen segített, míg aztán 2019-ben jogtalanul, hamis vádak alapján kirekesztették az ügyvédi kamarából, jogi állását innentől hét évig nem kapta vissza. Ezalatt az idő alatt örökbefogadott egy kislányt, Trucy Wright-ot, és pókerjátékosként dolgozott. Végül az esküdtszékes rendszer bevezetésében való kulcsfontosságú szerepe miatt visszakaphatta jelvényét. Ezek után nemcsak ügyvéd, de Apollo Justice és Athena Cykes mentora is lett.
Személyisége fiatalabb években sokkal érzékenyebb és érzelmesebb volt, az évek alatt viszont egyre szarkasztikusabb és visszafogottabb lett.

### Miles Edgeworth
Miles Edgeworth (御剣 怜侍; Hepburn: Reiji Mitsurugi) a Gyakuten Kendzsi spin-off játékokban játszható ügyész, Phoenix Wright legfőbb riválisa, és gyermekkori barátja. Karrierjét 2012-ben kezdte adoptív apja és mentora, Manfred von Karma alatt. Eleinte távolságtartó, és ellenséges Phoenix-szel szemben, idő alatt viszont egyre barátságosabbá válik. Kezdetben az egyetlen célja a győzelem volt, viszont miután újra találkozott gyerekkori barátjával ez megváltozott, mára már célja mindenek felett az, hogy megtalálja az igazságot.

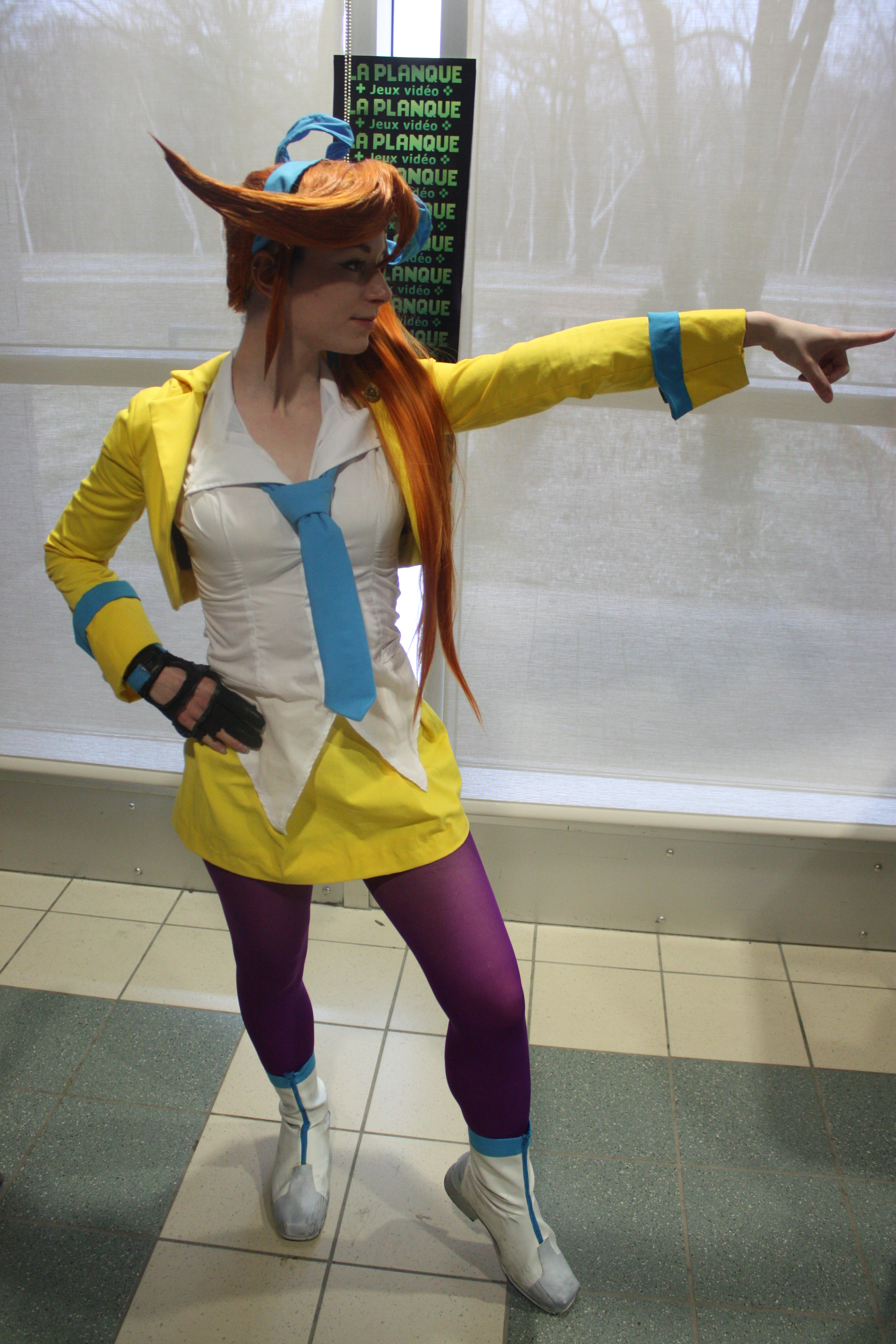
Egy cosplay Athena Cykes-ról.

### Apollo Justice
Apollo Justice (王泥喜 法介; Hepburn: Hōsuke Odoroki) az Apollo Justice: Ace Attorney főszereplője. 2019-ben kezdett el dolgozni mentora, Kristoph Gavin alatt. Egy bizonyos per után viszont az akkor ügyvédi kamarából kizárt Phoenix Wrightnak kezd el dolgozni. Phoenix azért vette fel, mivel Apollo rendelkezik egy természetfeletti-erőkkel bíró karkötővel, ami nagy előnybe helyezi őt a bíróságon a “jogrendszer sötét korszaka” alatt.
Apollo egy kicsit komorabb, cinikus karakter. Eleinte bátortalan és feszélyezett, szarkazmussal védi magát, viszont minél több időt tölt a bíróságon, annál inkább javul a hozzáállása. Szereti a macskákat, a drama CD-k szerint van egy saját macskája is, Mikeko néven.

### Athena Cykes
Athena Cykes (希月 心音;Hepburn: Kokone Kizuki) az ötödik és hatodik játék egyik főszereplője. Erősen jártas a pszichológiában, és az informatikában. Fiatalon, 18 évesen kezdett el Phoenix irodájában dolgozni, így még segítségre szorul, viszont jó hallása miatt, és a hangulat elemző programja, a hangulatmátrix miatt rendkívül hasznos.
Athena egy érzelmes személyiség. Gyakran gondolkodás nélkül mond dolgokat, nem tudja megfékezni az érzéseit, viszont legtöbbször a bíróságon kívül jókedvűnek, energikusnak látszik.

## Fogadtatás
| Összegzőoldal | Értékelés                                                                                     |
| ------------- | --------------------------------------------------------------------------------------------- |
| Metacritic    | (PW:AA) 81/100 (JfA) 76/100 (T&T) 81/100 (JfA) 76/100 (AJ:AA) 78/100 (DD) 81/100 (SoJ) 81/100 |

A játékok számos elismerést kaptak, pozitív fogadtatásban részesültek. A játék legnépszerűbb kiadása, a Phoenix Wright: Ace Attorney Trilogy a Capcom 61. legkelendőbb játéka 1,8 millió elkelt példánnyal, ezzel a Capcom “Platinum Titles” listájára bejutva. A játéksorozat 2022 szeptember 22-ére összesítve 9,6 millió példányt adott el világszerte, így az Ace Attorney a Capcom 8. legtöbb eladásával rendelkező szériája.
A játékot gyakran dicsérik a humoros hangulata, frappáns írása és karakterei miatt. Viszont gyakran kritizálják a játékot a lineáris játékmenete miatt, mivel a játékmenet csak egy, bizonyos sorrendben játszható, és ha a játékos talál egy rövidebb utat a megoldás felé, ugyanúgy le kell vezetnie a válaszát, akármilyen egyértelmű legyen az. Viszont ezek ellenére a széria minden része nagyrészt pozitív kritikai értékelésnek örvend, többen hívták a játékokat a “kalandjáték feltámasztójának”.